# Попов, Александр Александрович (подполковник)
Александр Александрович Попов (1873—1914) — подполковник Российской империи, кавалер Ордена Святого Георгия IV степени.

## Биография
Родился 25 августа 1873 года. Начальное образование получил в Тамбовской духовной семинарии и 16 сентября 1871 года был принят в Казанское пехотное юнкерское училище.
Выпущен 1 сентября 1894 года подпоручиком в 1-й Восточно-Сибирский линейный батальон (с 1900 года — 17-й Восточно-Сибирский стрелковый полк) и 1 сентября 1898 года произведён в поручики.
В рядах 17-го Восточно-Сибирского стрелкового полка Попов принимал участие в кампании против боксёров и за боевые отличия был награждён орденом св. Анны 3-й степени с мечами и бантом. 1 сентября 1902 года получил чин штабс-капитана.
В 1904—1905 годах Попов сражался с японцами и получил несколько боевых наград и в 1906 году за боевые отличия был произведён в капитаны со старшинством с 5 мая 1905 года.
Вплоть до начала Первой мировой войны Попов продолжал службу в 17-м Восточно-Сибирском полку, в том числе и после переформирования этого полка в 17-й Сибирский стрелковый полк; 26 августа 1912 года произведён в подполковники. В рядах своего полка он и выступил на фронт против немцев. Убит в бою 2 октября 1914 года.
Высочайшим приказом от 11 марта 1915 года Попов был посмертно награждён орденом св. Георгия 4-й степени
За то, что 27 сент. 1914 г., храброй атакой вверенным ему батальоном во фланг противника, теснившего превосходными силами части Ставучанского пехотного полка, принудил его к поспешному отступлению, чем дал возможность полк удержать важную в тактическом отношении позицию. В бою под Рокитно бросился во главе батальона с винтовкой в атаку на неприятеля, лично заколол несколько германцев и сам погиб геройской смертью.

## Награды
Среди прочих наград Попов имел ордена:
- Орден Святой Анны 3-й степени с мечами и бантом (1901)
- Орден Святого Станислава 2-й степени с мечами (1904)
- Орден Святой Анны 2-й степени с мечами (1904)
- Орден Святой Анны 4-й степени (1905)
- Орден Святого Владимира 4-й степени с мечами и бантом (9 декабря 1906 года)
- Орден Святого Георгия 4-й степени (11 марта 1915 года)